# 南エファテ語
南エファテ語（みなみエファテご）または南部エファテ語（なんぶエファテご、英語: South Efate）とは主にバヌアツのエファテ島南部を中心に話されている言語である。話者は本言語の他にビスラマ語や英語、フランス語も用いる。

## 名称について
この言語を指す固有の呼称は存在しない。Ethnologue第18版にはエラコール語（Erakor）という別名が記載されているが、エラコールは村名の一つである。

## 音韻論

### 子音
p̃やm̃（またはkpやngm）と表記される子音が含まれる。このうちp̃は唇と口の奥（軟口蓋）とを同時に閉鎖する事で調音される音素であり無声唇軟口蓋閉鎖音（/k͡p/）に該当するが、実際には軟口蓋を先に閉じてから唇を閉じるという調音方法でも発音される。

## 形態論

### 人称代名詞と時制
現在、過去、未来の三種類の時制の違いを人称代名詞の違いにより区別する性質を持つ。ほぼ同様の特徴はペンテコスト島北部のラガ語にも見られる。

### 否定
フランス語のne... pasと同様、否定の要素は二重に用いられる。

## 統語論

### 語順
SVO型である。格標示は存在しない。